# Trieb (Weiße Elster)
Die Trieb ist ein rechter Nebenfluss der Weißen Elster. Sie heißt im Oberlauf südlich des Ortes Bergen Geigenbach und entspringt im Forst nördlich von Schöneck/Vogtl. in etwa 1,5 km Entfernung zur Muldenquelle, dem Ursprung der Roten Mulde.
Der Geigenbach fließt in nördliche Richtung und wird etwa 7 km unterhalb der Quelle zur Trinkwassertalsperre Werda, auch Geigenbachtalsperre genannt, gestaut. Ab der Ortschaft Bergen ist der Name Trieb gebräuchlich. Der nächste nach Bergen durchflossene Ort erhielt sogar den Namen Trieb nach dem Fluss. Im weiteren Verlauf wird die Trieb auf 5,8 km Länge zur Talsperre Pöhl gestaut und nimmt in der Talsperre linksseitig den Rabenbach auf. Im bekannten und steilwandigen Triebtal durchfließt der Bach teils tobend und über große Felsblöcke stürzend einen bewaldeten tiefen Einschnitt der Vogtländischen Schweiz. Die Trieb mündet in unmittelbarer Nähe der Elstertalbrücke und bei Jocketa in die Weiße Elster.
Am Rande von Jocketa liegt unweit des Bahnhofs der vorspringende Felsen und Aussichtspunkt Loreley, von dem Blicke in das Tal der Trieb hinab und auf die gegenüberliegenden Höhen möglich sind.

Historische Ansichten
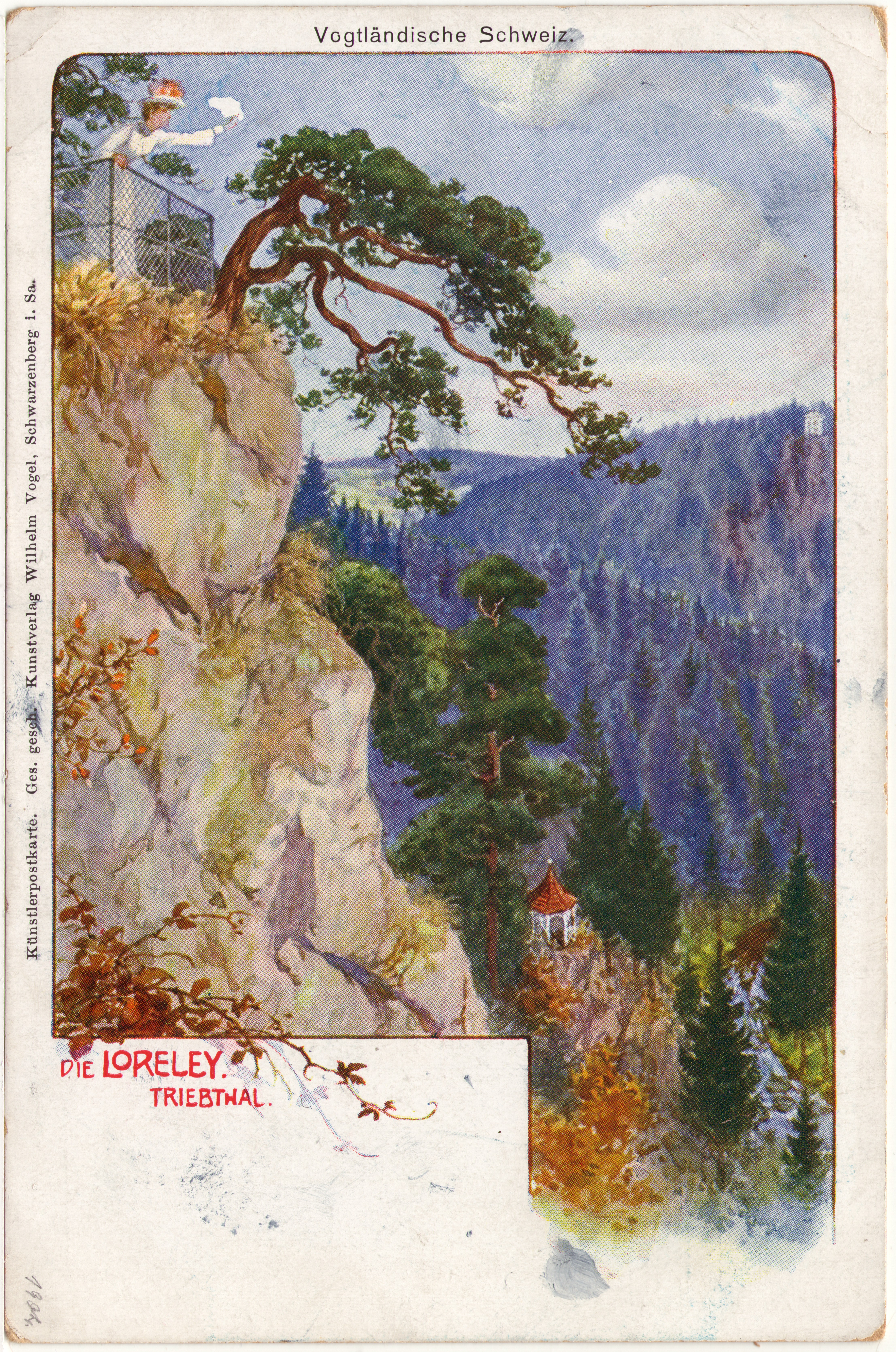
Die Loreley, ein Aussichtspunkt oberhalb des Triebtales, auf einer Ansichtskarte um 1905
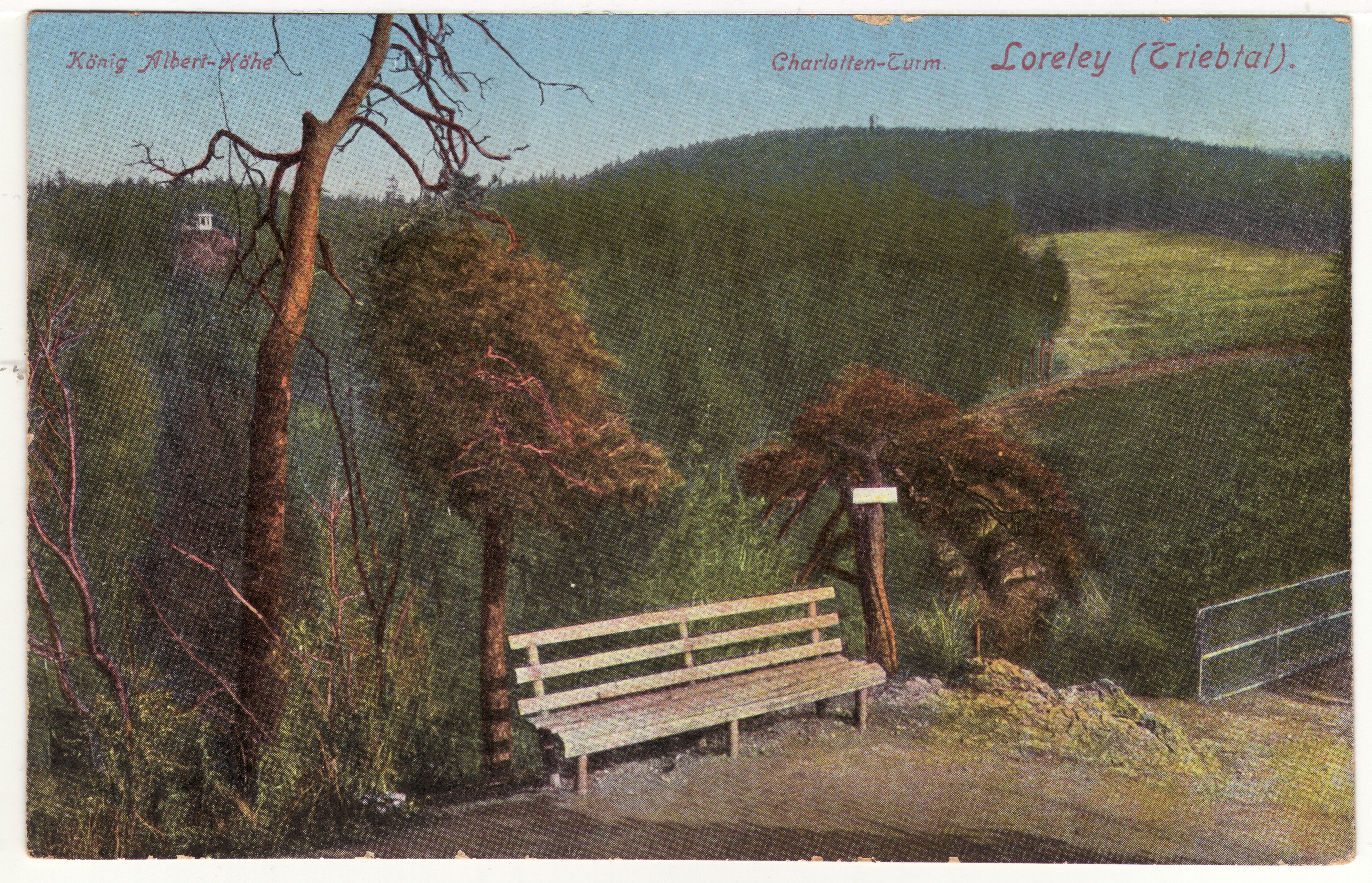
Aussichtspunkt Loreley, auf einer Ansichtskarte um 1907